# بوریس لیاتوشینسکی
بوریس لیاتوشینسکی (اوکراینی: Бори́с Ми́колайович Лятоши́нський)، آهنگساز و رهبر ارکستر اوکراینی، به تاریخ ۳ ژانویه ۱۸۹۵، در شهر ژیتومیر زاده شد. وی تا پیش از فارغ‌التحصیلی از کنسرواتوار کیف در سال ۱۹۱۹، کوارتت زهی خود شماره ۱، اپوس ۱، و سمفونی ۱، اپوس ۲ را ساخت.
از دیگر آثار وی می‌توان به تریوی پیانو شماره ۱، هفت قطعه برای پیانو ویدوبراگنیا (Vidobragennia)، دو سونات برای پیانو، سوناتی برای ویولون، و … اشاره کرد. سونات شماره یک وی برای پیانو اولین اثر چاپ شده او می‌باشد که در مسکو منتشر گردید. وی در زمینه نوآوری در موسیقی ارکستری جسور بوده و همچنین در موسیقی فولکلور یهودی نیز فعال بوده‌است.